# Johann Friedrich Fröhling
Johann Friedrich Fröhling (* 16. Februar 1878 in Lisberg; † 7. Dezember 1952 in Bamberg) war ein deutscher Politiker (BVP).

## Leben
Johann Fröhling wurde im Frühjahr 1878 im Landkreis Bamberg geboren. Nach dem Besuch der Volksschule wurde Fröhling von 1894 bis 1896 am Lehrerseminar in Bamberg ausgebildet. In den Jahren 1896 bis 1898 absolvierte er sein Lehramtsreferendariat in seinem Heimatort. 1900 legte er die 2. Lehrerprüfung ab und wurde 1901 Lehrer in Bamberg. 1902 heiratete er. 1918 wurde er Oberlehrer und Leiter der Domschule in Bamberg.
Nach dem Ersten Weltkrieg trat Fröhling in die Bayerische Volkspartei (BVP) ein. Am 1. Januar 1925 wurde er in den Stadtrat von Bamberg gewählt. Im November 1926 zog Fröhling im Nachrückverfahren für den ausgeschiedenen Abgeordneten Graf von Lerchenfeld nachträglich in den im Dezember 1924 gewählten dritten Reichstag der Weimarer Republik ein, in dem er bis zur Neuwahl des Parlaments im Mai 1928 den Wahlkreis 26 (Franken) vertrat.
Nach der Machtergreifung der Nationalsozialisten wurde Fröhling, damals 55 Jahre alt, am 26. Juni 1933 in „Schutzhaft“ genommen, jedoch am selben Tag in ein Bamberger Krankenhaus überführt. Dies war der Tag der konstituierenden Sitzung des neu gewählten Bamberger Stadtrats, in dem seine Partei mit 9 Vertretern die zweitstärkste Fraktion nach der NSDAP (14 Sitze) bildete. Seine Schutzhaft endete nach wenigen Tagen am 5. Juli 1933. Das Einwohnerbuch Bamberg 1934 führt Fröhling nach wie vor als Oberlehrer mit der Wohnadresse Obere Karolinenstraße 4 auf.
Weitere Fakten über Fröhlings politisches Wirken in der Zeit des Nationalsozialismus und nach Kriegsende sind nicht bekannt.
Johann Friedrich Fröhling starb am 7. Dezember 1952 im Alter von 74 Jahren in Bamberg.